# Герода (Тюрингия)
Герода (нем. Geroda) — община в Германии, в земле Тюрингия.
Входит в состав района Заале-Орла. Подчиняется управлению Триптис. Население составляет 262 человека (на 31 декабря 2010 года). Занимает площадь 6,10 км².
Коммуна подразделяется на 3 сельских округа.